# Koroboracja
Koroboracja jest to nieudana próba falsyfikacji jakiegoś twierdzenia (za Popperem). Teoria czy hipoteza została skoroborowana w chwili, gdy nie udało się wykazać jej fałszywości. O takiej teorii lub hipotezie Popper mówi, że "okazała hart" ze względu na negatywny wynik eksperymentu falsyfikującego. W stosunku do następującego twierdzenia: "Wszystkie orbity planet są elipsami", powiedzieć możemy, że zostało skoroborowane ponieważ (mimo poszukiwań – prób falsyfikacji) nie jest znana orbita planety, która nie jest elipsą.